# Peristedion altipinne
Peristedion altipinne és una espècie de peix pertanyent a la família dels peristèdids.

## Descripció
- Fa 23 cm de llargària màxima.[5][6]

## Hàbitat
És un peix marí, demersal i de clima subtropical (22°S-32°S) que viu entre 100 i 200 m de fondària.

## Distribució geogràfica
Es troba a l'Atlàntic sud-occidental: des de Rio de Janeiro fins a Rio Grande do Sul.

## Observacions
És inofensiu per als humans.